# IX. izborna jedinica za izbor zastupnika u Hrvatski sabor
IX. izborna jedinica za izbor zastupnika Hrvatski sabor izborna je jedinica u Republici Hrvatskoj.
Obuhvaća:
- Cijela Šibensko-kninska županija
- Sjeverni dio Zadarske županije:
  - gradovi i općine: Benkovac, Biograd na Moru, Nin i Zadar, Bibinje, Galovac, Kali, Kukljica, Lišane Ostrovičke, Pakoštane, Pašman, Polača, Poličnik, Preko, Privlaka, Sali, Stankovci, Sukošan, Sveti Filip i Jakov, Škabrnja, Tkon, Vrsi i Zemunik Donji
- Sjeverozapadni dio Splitsko-dalmatinske županije:
  - gradovi i općine Kaštela, Sinj, Solin, Trilj, Trogir, Vrlika, Dicmo, Dugopolje, Hrvace, Klis, Lećevica, Marina, Muć, Okrug, Otok, Prgomet, Primorski Dolac, Seget i Šolta

## Od 1999. do 2022.
Od 1999. do  2022., obuhvaćala je Ličko-senjsku županiju, Zadarsku županiju, Šibensko-kninsku županiju i sjeverni dio Splitsko-dalmatinske županije i to:
- područje Ličko-senjske županije u cijelosti,
- područje Zadarske županije u cijelosti,
- područje Šibensko-kninske županije u cijelosti,
- sjeverni dio Splitsko-dalmatinske županije – gradovi i općine: Dicmo, Dugopolje, Hrvace, Kaštela, Klis, Lećevica, Marina, Muć, Okrug, Otok, Prgomet, Primorski Dolac, Seget, Sinj, Trilj, Trogir, Vrlika.

Bila je definirana Zakonom o izbornim jedinicama za izbor zastupnika u Zastupnički dom Hrvatskoga državnog sabora od 29. listopada 1999. godine, člankom 11. Odluku o proglašenju donio je predsjednik Republike Hrvatske dr Franjo Tuđman 3. studenoga 1999. godine. Potpisnik zakona koji je donio Zastupnički dom Hrvatskoga državnog sabora je predsjednik Zastupničkog doma Vlatko Pavletić.